# Aurélien Scholl

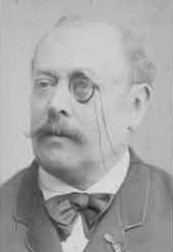
Aurélien Scholl

Aurélien Scholl (* 13. Juli 1833 in Bordeaux; † 16. April 1902 in Paris) war ein  französischer Journalist und Schriftsteller.

## Leben
Der in Bordeaux geborene Scholl begann schon mit 15 Jahren eine Reihe von sozialistisch geprägten Texten in der örtlichen Zeitung L’Echo Rochelais zu veröffentlichen. Er verließ Bordeaux 1851, um nach Paris zu gehen. Hier schrieb er für verschiedene Zeitungen wie Le Corsaire und L’Éclair, bevor er als Redakteur für die Kunstzeitschrift L’Artiste arbeitete. 1857 wechselte er zur Zeitung Le Figaro, wo er vier Jahre die wöchentliche Satire Les Coulisses schrieb, in der er das Pariser Leben humorvoll beschrieb. Er verließ die Zeitung im Jahr 1863, um in Konkurrenz zum Figaro die Zeitung Le Nain jaune zu gründen. Für diese bis 1876 bestehende Zeitung arbeiteten in der Folgezeit namhafte Autoren wie Charles Monselet, Théodore de Banville, Henri Rochefort und Francisque Sarcey. Weiterhin schrieb er für die Zeitungen Le Voltaire, L’Événement, bei L’Écho de Paris und Le Matin. Darüber hinaus veröffentlichte Scholl mehrere Romane und schrieb verschiedene Theaterstücke.

## Werke (Auswahl)
- Les nouveaux mystères de Paris, Paris 1867
- La tache originelle, Paris 1875
- Mémoires du trottoir,  Paris 1882
- L’Orgie parisienne,  Paris 1883
- L’Art du duel, Paris 1885
- L’Esprit du Boulevard,  Paris 1886
- La Farce politique, Paris 1887
- L’Amand de sa femme,  Paris 1891
- L’amour appris sans maître, Paris 1891
- Les Ingénues de Paris,  Paris 1893
- Denise, Paris 1894
- L’esprit d'Aurelien Scholl (1925). herausgegeben von Léon Treich